# Henk Chin A Sen
Hendrick Rudolf Chin A Sen, detto Henk (Albina, 18 gennaio 1934 – Paramaribo, 11 agosto 1999), è stato un politico surinamese.
È stato Presidente del Suriname dal 13 agosto 1980 al 4 febbraio 1982.